# Arnau Solé
Pour les articles homonymes, voir Solé.
Solé i Vall est un nom catalan. Le premier nom de famille, paternel, est Solé ; le second, maternel, souvent omis, est Vall ; les deux sont fréquemment liés par la conjonction « i ».
Arnau Solé Vall (né le 19 mars 1992 à Montclar en Catalogne) est un coureur cycliste espagnol.

## Biographie
En 2013, Arnau Solé se classe notamment quatrième du championnat d'Espagne du contre-la-montre en catégorie espoirs (moins de 23 ans). 
Lors de l'année 2014, il se distingue chez les amateurs en remportant la Subida a Gorla, ainsi que le Tour de Castellón, grâce à ses qualités de grimpeur. Il devient également stagiaire chez Caja Rural-Seguros RGA, mais cette dernière ne lui offre pas de contrat professionnel.
Arnau Solé passe donc professionnel en avril 2015 au sein de l'équipe continentale Burgos BH. Sous ses nouvelles couleurs, il obtient ses meilleurs classements en juin 2015 en terminant neuvième d'une étape du Tour des Pays de Savoie, ou encore douzième du championnat d'Espagne du contre-la-montre. Il n'est toutefois pas conservé par ses dirigeants à l'issue de la saison 2016. 
À partir de 2017, il redescend en amateur au club catalan Compak-Campo Claro.  

## Palmarès
- 2013
  - 2e de la Subida a Gorla
- 2014
  - Subida a Gorla
  - Classement général du Tour de Castellón
  - 2e du Mémorial Cirilo Zunzarren
  - 2e du Mémorial José María Anza
  - 2e du Circuito Sollube
  - 3e du Tour de Navarre
- 2017
  - Champion de Catalogne sur route
  - 2e de la Classique Xavier Tondo
- 2018
  - Gran Premio Villa de Binéfar
  - Trofeo Fiestas San Mateo
  - Criterium Ciudad de Zaragoza
- 2024
  - Clàssica Isaac Galvez
  - Gran Premio San Lorenzo